# Holly Knight

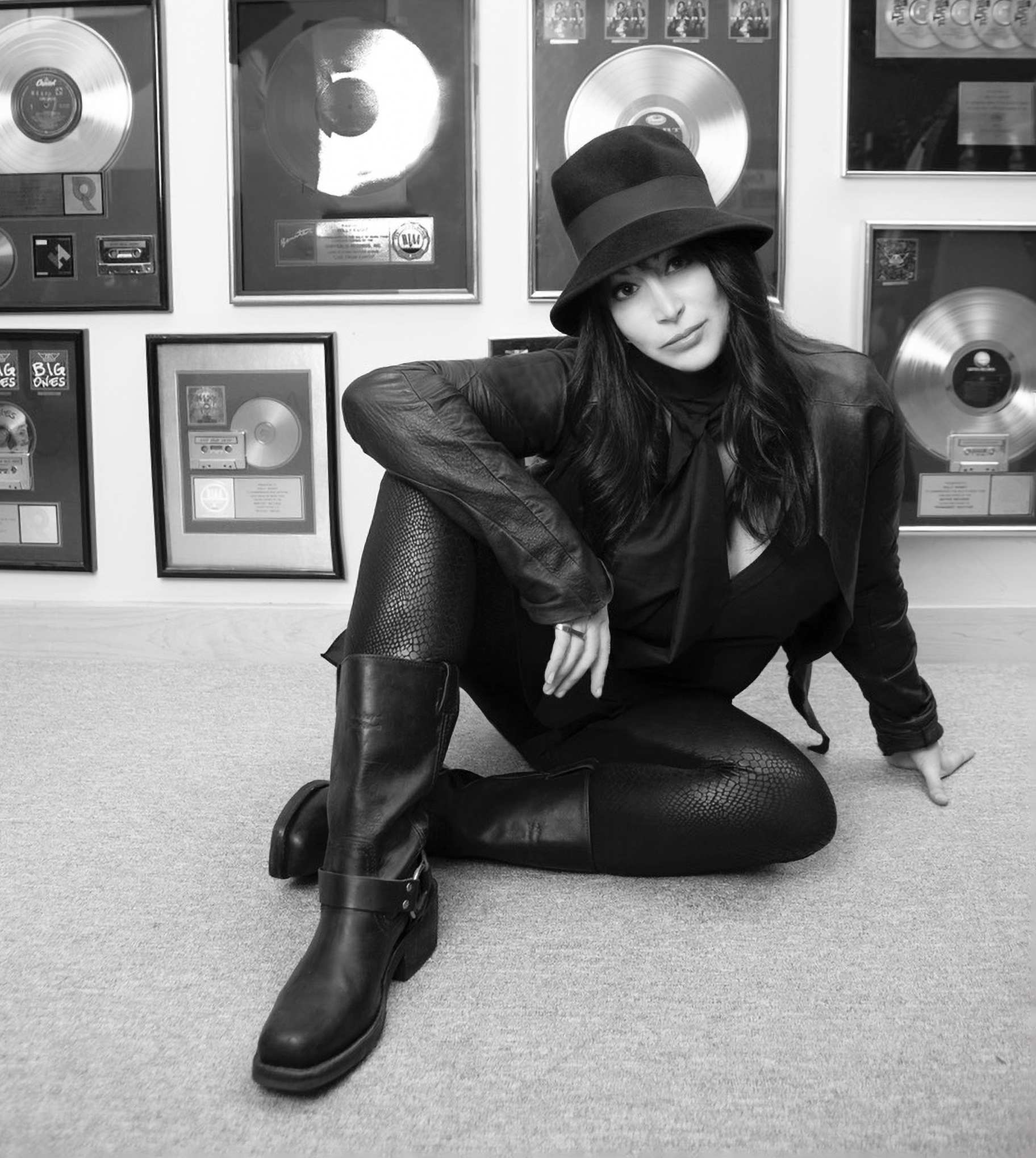
Holly Knight

Holly Knight (* 1956 in New York City) ist eine US-amerikanische Songwriterin, Musikerin und Sängerin. Sie gehörte den Pop-Rock-Bands Spider und Device an. Zudem ist sie bekannt für zahlreiche Hitsingles, die sie für bekannte Künstler wie Tina Turner oder Pat Benatar schrieb. Dazu zählen Obsession, Love Is a Battlefield, The Best oder Better Be Good to Me. 
1989 brachte sie ein selbstbetiteltes Studioalbum heraus. Im Laufe ihrer Karriere gewann sie zahlreiche Preise und Auszeichnungen. 2013 wurde sie in die Songwriters Hall of Fame aufgenommen.

## Diskografie

### Studioalben
- Holly Knight (1989)

### Mit Spider
- Spider (1980)
- Between the Lines (1981)

### Mit Device
- 22B3 (1986)

## Songwriting

### Soundtrackbeiträge
- One of the Living mit Tina Turner (from Mad Max Beyond Thunderdome) (1985)
- Invincible mit Pat Benatar (from The Legend of Billie Jean) (1985)
- Love Is a Battlefield mit Pat Benatar (from Weird Science) (1985)
- Change mit John Waite (from Vision Quest) (1985)
- Love Touch mit Rod Stewart (from Legal Eagles) (1986)
- Sometimes the Good Guys Finish First mit Pat Benatar (from The Secret of My Success) (1987)
- I Burn for You mit Chris Max (from The Secret of My Success) (1987)
- I Can’t Untie You from Me mit Grayson Hugh (from Thelma and Louise) (1991)
- Don’t Look Back mit Grayson Hugh (from Thelma and Louise) (1991)
- Better Be Good to Me mit Tina Turner (from Miami Vice episode Give a Little, Take a Little) (1991)
- Love Is a Battlefield mit Pat Benatar and Queen Latifah (from Small Soldiers) (1998)
- Hold On to the Good Things mit Shawn Colvin (from Stuart Little 2) (2002)
- Love Is a Battlefield mit Pat Benatar (from 13 Going on 30) (2002)
- Obsession mit Animotion (from What the Bleep Do We Know!?) (2004)
- Obsession mit Animotion (from Hot Tub Time Machine) (2010)
- Change mit John Waite (from Anchorman 2) (2013)
- Love Is a Battlefield mit Raining Jane (from The Other Woman) (2014)
- The Warrior mit Scandal (from Just Before I Go) (2014)

### Songs für Theaterproduktionen
- The Tina Turner Musical; Moulin Rouge

### Songs als Songwriterin (Auswahl)
- Ace Frehley – Hide Your Heart
- Animotion – Obsession
- Pat Benatar – Love Is a Battlefield
- Kiss – Hide Your Heart
- Spider – Better Be Good to Me
- Tina Turner – The Best; Better Be Good to Me; One of the Living; In Your Wildest Dreams
- Bonnie Tyler – Hide Your Heart; The Best